# Pedro Juan Perpiñán
Pedro Juan Perpiñán Esclapez (Elche, 1530-París, 1566) fue un humanista español, orador y profesor de retórica de la Compañía de Jesús.
Fue autor de diversos discursos y oraciones. Su obra completa fue publicada en el año 1749 en cuatro volúmenes.

## Biografía
Nacido en Elche en el 1530. Entró a formar parte de la Compañía de Jesús en Coímbra (Portugal) el 30 de septiembre de 1551, tomando los votos simples el 16 de diciembre de 1553 en Évora.
Fue profesor en el Colegio Romano donde enseñó  retórica  desde 1561 hasta 1565. En Roma contribuyó además a la redacción de la Ratio Studiorum.
En el 1565 fue invitado a Francia, donde enseñó elocuencia, primero en el colegio de Lyon y posteriormente en París.
Durante su vida mantuvo contacto con otros humanistas de su tiempo, entre los que destacan Quinto Mario Corrado y Paolo Manuzio.
Murió  en París el 28 de octubre de 1566.

## Discursos
- De laudibus S. Elisabeth, Regine Lucitanie
- De Societatis Jesu Gimmasiis
- Laudatio funebris, Ludovici Principis
- De Rethorica discenda
- De perfecta doctoris christianae forma
- De deo Trino et Uno
- De Divina et Humana philosophia discenda
- De vita et moribus S. Elizabeth Lusitane Reginae historia
- De vitis Pontificum
- De Potestate summi Pontificis